# Allosterie

Beispiel für Allosterie: Hämoglobin im Wechsel zwischen T- und R-Form.

Allosterie (griech. ἄλλως allos „anders“ und στερεός stereós „starr“) ist ein Begriff aus der Biochemie, der die Proteinfunktion betrifft.
Er wird in der Literatur unterschiedlich gebraucht. So gilt er zunächst für Proteine, die bestimmte regulatorisch wirksame Moleküle (Effektoren) an anderer Stelle binden als ihr Substrat (Enzym) bzw. ihren zentralen Liganden (Carrier bzw. Rezeptor). Fälle, in denen die Bindungsstärke von der Zahl der bereits gebundenen Substrat- oder Ligandenmoleküle abhängt, gehören ebenfalls dazu.
Allosterie bedeutete zunächst die Veränderung der Konformation unter Beeinflussung des aktiven Zentrums/Bindungszentrums. Manche Autoren vertreten die Ansicht, dass für den allosterischen Effekt auf jeden Fall eine kooperative Wechselwirkung zwischen separaten Untereinheiten eines (oligomeren) Proteins notwendig ist. Nach dieser Auffassung dürften bei monomeren Proteinen keine allosterischen Effekte auftreten. Indessen kennt man auch bei solchen Proteinen Veränderungen der Raumstruktur durch kleine Moleküle, die einen Einfluss auf das aktive Zentrum haben können. Es hat sich daher eingebürgert, auch diese Phänomene unter den Begriff der Allosterie zu subsumieren. Für das Beispiel der Phosphofructokinase bedeutet dies, dass hier jede Polypeptidkette als Fusion zweier Untereinheiten (C und R) anzusehen ist. Jede dieser Untereinheiten bindet ATP, C in seiner Eigenschaft als Substrat (Coenzym) und R in seiner Eigenschaft als allosterischer Inhibitor.
Auch in der Supramolekularen Chemie wird dieses Prinzip genutzt, um durch Einsetzung eines Effektors die Bindungsstärke zu Substratmolekülen zu verändern und damit einen molekularen Schalter zu etablieren.
Prototyp eines allosterischen Proteins ist das Hämoglobin, bei dem die Bindungsstärke des Sauerstoffs (O2) von einer Reihe an Effektoren, insbesondere aber davon abhängt, wie viele der insgesamt vier O2-Bindungsplätze bereits besetzt sind. Bei höheren Sauerstoff-konzentrationen/-beladungen ist der Übergang von einem nieder-affinen „T-Zustand“ (T für tense, engl. = straff, angespannt) in den hoch-affinen „R-Zustand“ (R für relaxed, engl. = entspannt) zu verzeichnen. Die Tatsache, dass nachfolgende O2-Moleküle zunehmend stärker gebunden werden, bezeichnet man auch als positive Kooperativität. Der Hill-Koeffizient ist ein Maß für die Kooperativität.